# Поплавський Василь
Попла́вський Васи́ль (роки життя невідомі) — український військовий діяч, полковник Армії УНР.

## Життєпис
Вчитель за фахом. У період Радянсько-української війни начальник цивільного управління та заступник командувача Південної партизансько-повстанської групи, що готувала антибільшовицьке повстання на Півдні України у другій половині 1921 року. Учасник Другого Зимового походу у складі Бессарабської групи (відділ Йосипа Пшонника) на посаді начальника цивільного управління групи. У цей період конфліктував з начальником штабу групи Черненко-Чорним з приводу використання державних коштів УНР, виділених на організацію повстання.
У 1922 році — директор філії Германо-альпійського торгово-промислового товариства у Бессарабії.